# Tryptophan-2,3-Dioxygenase
Tryptophan-2,3-Dioxygenase (TDO) ist ein Enzym, das L-Tryptophan durch Bindung an zwei Sauerstoffatome oxidiert. Dies ist der erste und gleichzeitig geschwindigkeitsbestimmende Reaktionsschritt im Abbau von Tryptophan. TDO kommt in den meisten Lebewesen vor. Im Menschen wird es hauptsächlich in der Leber produziert. Ein aktives TDO-Enzym besteht aus einem Tetramer und bindet zwei Moleküle Häm als Kofaktor im katalytischen Zentrum.
TDO ergänzt sich im Körper mit der Indolamin-2,3-Dioxygenase (IDO), die denselben Abbau katalysiert; allerdings benutzt die IDO statt Sauerstoff Superoxid-Anionen und ist im Immunsystem und der Plazenta lokalisiert.

## Katalysierte Reaktion
+ O2 {\displaystyle \longrightarrow } 
L-Tryptophan wird zu N-Formyl-L-kynurenin oxidiert. Das Hämmolekül stabilisiert dabei das Substrat (Tryptophan). Das Eisenatom des Häms ist, wie bei allen Dioxygenasen, an der Oxidation des Tryptophans beteiligt. Als Substrat werden auch andere Tryptamine wie Serotonin akzeptiert.

## Regulation
Die Transkription von TDO wird durch die Anwesenheit von Glucocorticoiden und Häm beeinflusst. Die Enzymaktivität der TDO wird durch Insulin moduliert und kann durch die Arzneistoffe Aciclovir, Tolmetin und Sulindac gehemmt werden.